# Byrsonima yaroana
Byrsonima yaroana là một loài thực vật có hoa trong họ Malpighiaceae. Loài này được Alain mô tả khoa học đầu tiên năm 1971.